# Haughton (Staffordshire)
Haughton – wieś w Anglii, w hrabstwie Staffordshire. Leży 7 km na południowy zachód od miasta Stafford i 201 km na północny zachód od Londynu.